# Diplotaxis tenuifolia
Diplotaxis tenuifolia é uma espécie de planta com flor pertencente à família Brassicaceae. 
A autoridade científica da espécie é (L.) DC., tendo sido publicada em Regni Vegetabilis Systema Naturale 2: 632–633. 1821.

## Portugal
Trata-se de uma espécie presente no território português, nomeadamente em Portugal Continental.
Em termos de naturalidade é nativa da região atrás indicada.

## Protecção
Não se encontra protegida por legislação portuguesa ou da Comunidade Europeia.